# فرانسوا اوت
فرانسوا اوت (انگلیسی: François Heutte؛ زادهٔ ۲۱ فوریهٔ ۱۹۳۸) یک بازیکن فوتبال اهل فرانسه است.
از باشگاه‌هایی که در آن بازی کرده‌است می‌توان به استاد رنس، باشگاه فوتبال سن-اتین، و لیل اشاره کرد.